# Dzmitryj Dziabiełka
Dzmitryj Uładzimirawicz Dziabiełka (biał. Дзмітрый Уладзіміравіч Дзябелка; ros. Дмитрий Владимирович Дебелка, Dmitrij Władimirowicz Diebiełka; ur. 7 stycznia 1976, zm. w lutym 2022) – białoruski zapaśnik walczący w stylu klasycznym. Brązowy medalista olimpijski z Sydney 2000 w kategorii 130 kg.
Jedenasty na mistrzostwach świata w 2003. Piąty na mistrzostwach Europy w 1998 i 2003. Drugi na akademickich MŚ w 1998. Drugi na igrzyskach Bałtyckich w 1997. Mistrz świata juniorów w 1994 roku.